# 훈련장
훈련장은 준군사조직이나 군대에서 사격부터 군사연습까지 군 훈련을 목적으로 접근이 제한된 장소를 가리킨다. 사격훈련장은 때때로 건물 안에 마련하여 운영하기도 한다.

## 대한민국
대한민국 국방부에서 훈련장의 종류를 사격훈련장, 병기본훈련장, 주특기훈련장, 병과기능전술훈련장, 제병협동합동훈련장으로 분류하고 있다. 대한민국 예비군의 훈련장은 동원훈련장 혹은 예비군훈련장으로 표기한다. 동원사단이나 지역방위사단 내의 지정된 부대에서 시설을 관리하고 예비군을 훈련한다.
양평 종합훈련장은 2020년 11월 19일에 있었던 현궁 휴대용 대전차 미사일이 표적지에서 1.5 km 벗어나 민가 근처에 떨어진 사고의 영향으로 국방부와 양평군 사이의 협의에 따라 2030년에 폐쇄하고 훈련장을 다른 곳에 마련할 예정이다.
- 승진 훈련장
- 다락대 훈련장
- 양평 종합훈련장/용문산 사격장

## 일본
일본군과 자위대는 연습장으로 부른다. 육상자위대의 훈련장은 민가가 거의 없는 골짜기와 같이 접근이 어려운 곳을 지정한다. 냉대 기후에 속하여 인구가 적은 덕분에 빈 땅이 넓은 홋카이도에 연습장을 집중하여 두고 있다.

## 참고
1. ↑  이남석; 우정범 (2017). “육군 사격훈련장의 유형별 관리 방안”. 국방정책연구 33 (2): 180. doi:10.22883/jdps.2017.33.2.007.
2. ↑  배상은 (2020년 11월 19일). “軍 참관훈련 중 대전차무기 '현궁' 오발 사고…외빈 앞 망신”. 뉴스1. 2023년 6월 11일에 확인함.
3. ↑  최찬홍 (2021년 2월 9일). “'오발사고' 양평 용문산사격장 2030년까지 이전 추진”. 연합뉴스. 2023년 6월 11일에 확인함.